# Фитрат Зардуз Самарканди
Фитрат Зардуз Самарканди (1657 — начало XVIII века) — таджикский поэт Бухарского ханства.
Наряду с Сайидо Насафи Миробидом был одним из представителей разновидности таджикской поэзии, которая появилась в среде городских ремесленников при Субханкули-хане, во времена упадка придворной и суфийской поэзии. Эта поэзия была по своему духу народной, в ней классический персидский язык сочетался с разговорной речью.
Его самая популярное произведение — маснави, названное им «(Qeṣṣa-ye) kāḏor-pesar» («История мальчика-прачки») и известное сейчас как «Толиб и Матлуб» («Ищущий и искомое»). Это произведение рассказывает историю трагической любви Толиба, бедного парня, работающего прачкой, и принцессы Матлуб. Язык произведения содержит мало чисто таджикской лексики.
Фитрат родился в 1657 году семье вышивальщиков золотом в соответствующем квартале Самарканда, выучился этому ремеслу. В 1687 году уехал в Бухару, где поступил в местное медресе. Там он женился и прожил до конца жизни. Известно, что из-за финансовых трудностей был вынужден продать свой дом — при этом покупатель обманул его, за что Самарканди высмеял его в своей сатире.
Основной источник сведений о его биографии — Малехо Самарканди. Он приводит в пример девять стихотворных фрагментов Фитрата, длиной от одного до трёх двустиший каждое, которые предположительно являются отрывками из газелей, а также одно сатирическое произведение прозой с поэтическим вставками. Диван его произведений не дошёл до наших дней. 